# N139 (België)
De N139 is een gewestweg in België van Oud-Turnhout via Arendonk naar de Nederlandse grens bij Reusel. De lengte van de weg bedraagt ongeveer 10 kilometer.

## Traject
De N139 loopt vanaf de N18 in Oud-Turnhout naar het noordoosten via de Nieuwe Staatsbaan. In Arendonk verloopt de N139 via Schotelven, Bergen, Schutterstraat, Hokken, Wampenberg, Pelgrimsplein, Voorheide en Grens naar de grens met Nederland, waar de N139 overgaat in de Nederlandse N284 richting Reusel.

## Plaatsen langs de N139
- Arendonk